# Třída Martadinata
Třída Martadinata nebo též SIGMA 10514 PKR (PKR – Perusak Kawal Rudal) je třída fregat Indonéského námořnictva. Jedná se o plavidla nizozemské modulární konstrukce typové řady SIGMA ve verzi Sigma 10514. Celkem byly postaveny dvě jednotky této třídy. Do služby byly přijaty v letech 2017-2018. Jsou to největší válečné lodě postavené v Indonésii.

## Stavba
Námořnictvo Indonésie získalo v letech 2007–2009 čtyři korvety třídy Diponegoro ve verzi Sigma 9113. V prosinci 2012 byla objednána větší a výkonnější fregata obdobného typu, jejíž stavba byla zahájena v roce 2014. V únoru 2013 byla přiobjednána druhá jednotka této třídy. Nizozemská loděnice Damen Schelde Naval Shipbuilding (DSNS) ve Vlissingenu zajišťuje vývoj fregat a stavbu dvou ze šesti jejich stavebních modulů. Samotné sestavení plavidel proběhne v indonéské loděnici PT PAL Indonesia (Persero) ve městě Surabaja. Přijetí plavidel do služby je plánováno na roky 2016–2017.
Jednotky třídy SIGMA 10514 PKR:
| Jméno                           | Založení kýlu | Spuštěna       | Vstup do služby | Status  |
| ------------------------------- | ------------- | -------------- | --------------- | ------- |
| KRI Raden Edi Martadinata (331) | duben 2014    | 18. ledna 2016 | 7. dubna 2017   | aktivní |
| KRI I Gusti Ngurah Rai (332)    | prosinec 2014 | 29. září 2016  | 10. ledna 2018  | aktivní |

## Konstrukce

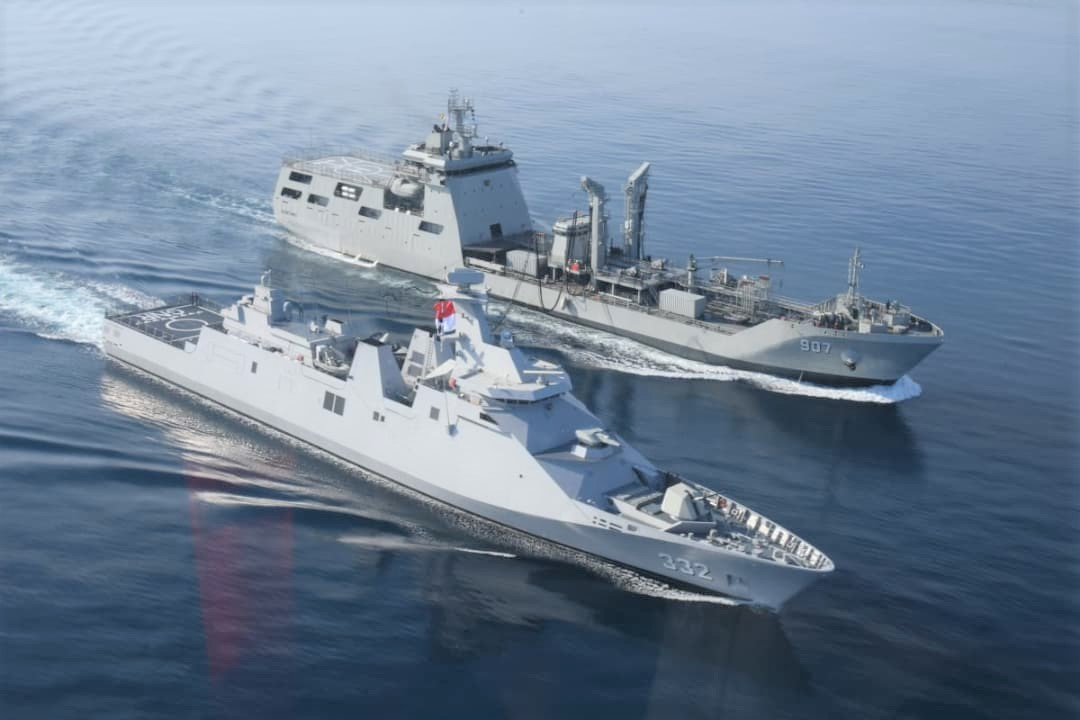
KRI I Gusti Ngurah Rai (332) s tankerem Bontang (907)

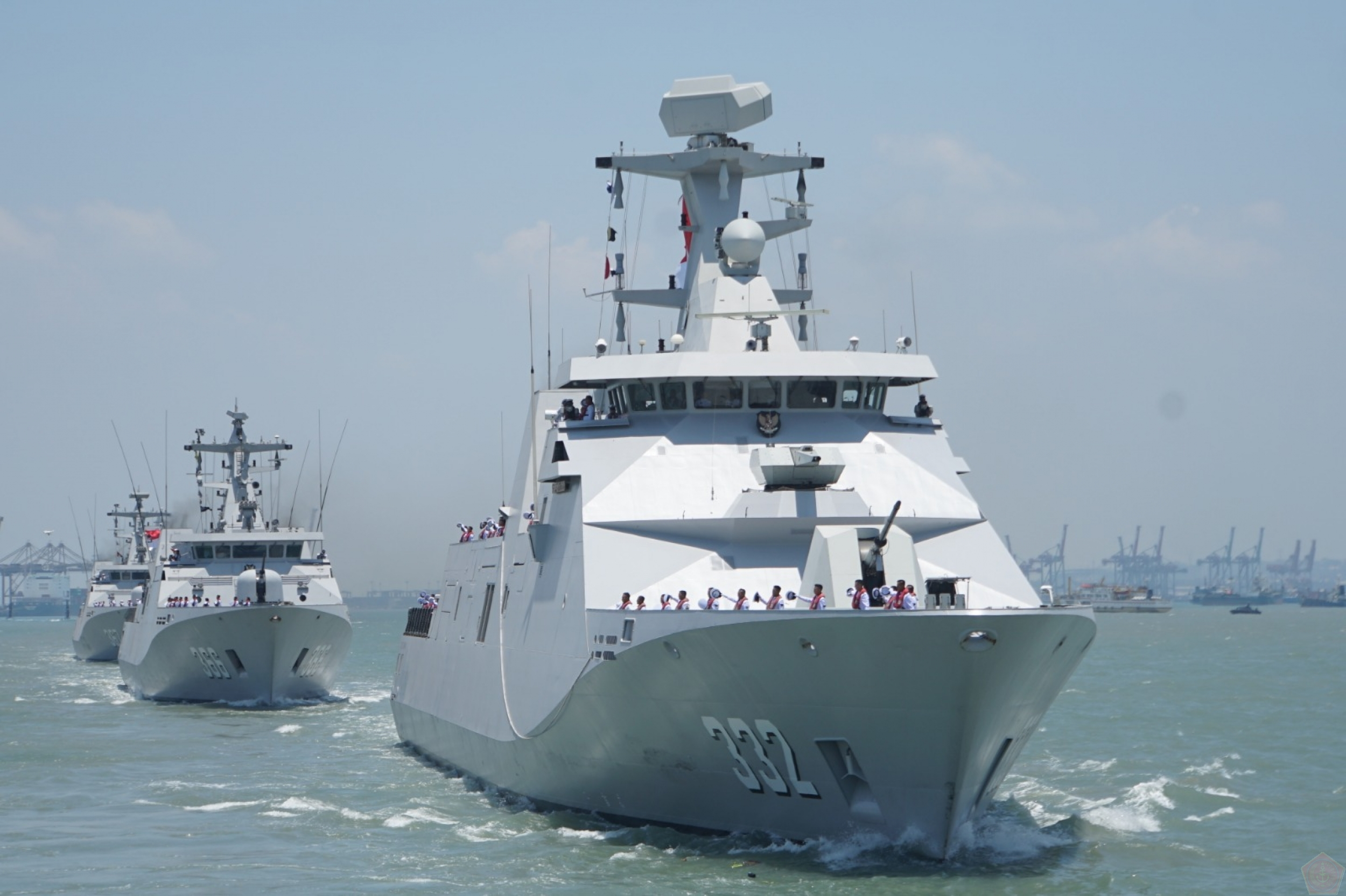
KRI I Gusti Ngurah Rai (332) v roce 2023 na oslavách 78. výročí založení námořnictva

Fregaty mají ocelový trup. Kromě 100 členů posádky mají na palubě kajuty pro dalších 20 osob (např. námořních pěšáků). Jsou vybaveny bojovým řídícím systémem Thales TACTICOS, elektro-optickým systémem řízení palby STIR 1.2 Mk2, 3D přehledovým radarem SMART-S Mk2, střeleckým radarem, navigačními radary a trupovým sonarem KINGKLIP. Výzbroj tvoří jeden 76mm/62 lodní kanón OTO Melara ve věži na přídi, jeden 35mm systém blízké obrany Oerlikon Millennium, dva 20mm automatické kanóny Vektor GA-1 Rattler, dva raketomety pro protilodní střely MM.40 Exocet Block III, dvanáctinásobné vertikální vypouštěcí silo pro protiletadlové řízené střely MICA a dva trojhlavňové 324mm torpédomety B515 pro torpéda A244S. Dále ponesou dva rychlé inspekční čluny RHIB. Na zádi se nachází přistávací plocha a hangár pro uskladnění vrtulníku do hmotnosti 10 t. Pohonný systém je koncepce CODOE se dvěma diesely o výkonu po 10 000 kW a dvěma elektromotory o výkonu po 1 300 kW. Lodní šrouby budou dva. Nejvyšší rychlost dosahuje 28 uzlů. Dosah je 5 000 námořních mil při 14 uzlech.